# Jaroslav Ludvíkovský
Jaroslav Antonín Ludvíkovský (4. června 1895 Střelské Hoštice – 23. října 1984 Brno) byl český klasický filolog, literární historik, profesor a překladatel z řečtiny a latiny.

## Život

### Mládí
Narodil se 4. června 1895 ve Střelských Hošticích u Horažďovic. Jaroslavův otec se jmenoval Karel Ludvíkovský a pracoval jako sedlář. Matka se jmenovala Františka Ludvíkovská, za svobodna Nohová. Brzy se rodina přestěhovala do nedalekého Písku, kde v roce 1901 Jaroslav nastoupil na obecnou školu. Roku 1906 přešel studovat na písecké gymnázium, kde 10. července 1914 absolvoval maturitní zkoušku.

### Studia na UK, zaměstnání
V letech 1914–1918 studoval klasickou filologii na Karlově univerzitě. Během studia byl ovlivněn zejména profesory Josefem Králem, Františkem Grohem či Otakarem Jiránim. Kromě klasické filologie se však Ludvíkovský zajímal i o historii pedagogiky a filozofii, proto navštěvoval i přednášky Františka Drtiny nebo Otakara Kádnera. 17. prosince 1919 Ludvíkovský složil státní zkoušky, s čímž obdržel i aprobaci z řečtiny a latiny pro střední školy. Následujícího roku, 13. července 1920, mu byl udělen titul doktora filozofie. V rozmezí let 1920–1928 pak působil na několika gymnáziích v Praze jako profesor, počínaje chlapeckým českým státním reálným gymnáziem na Smíchově a smíchovských městským dívčím reformním reálným gymnáziem konče.

### Působení v Bratislavě a Brně
8. ledna 1926 se Ludvíkovský habilitoval prací s názvem „Řecký román dobrodružný" pro obor klasické filologie, o dva roky později (1928) byl 10. září ustanoven mimořádným profesorem na Univerzitě Komenského v Bratislavě, 1. července 1934 byl již jmenován profesorem řádným pro obor klasické filologie. Zde se blíže seznámil s historiky Václavem Chaloupeckým a Janem Vilikovským. Mimoto se též účastnil pobytu v Římě pod záštitou Československého státního ústavu historického sídlícího v Římě, jehož byl zároveň členem. V období let 1937–1938 obhajoval jako děkan filozofické fakulty na bratislavské univerzitě demokratické zásady oproti principům, jež prosazovali nastupující tzv. luďáci. Ti ovšem přiměli Ludvíkovského po vzniku Slovenského státu z Bratislavy uprchnout, proto se rozhodl přestěhovat do Brna, kde byl přijat 1. ledna 1939 Masarykovou univerzitou jako profesor pro obor klasické filologie a latinské literatury.
Od roku 1945 pracoval na Katedře starověké kultury Masarykovy univerzity na pozici řádného profesora, od 1. září 1966 byl na Masarykově univerzitě zaměstnán jako vedoucí vědecký pracovník. 31. srpna 1973 bylo ukončeno Ludvíkovského působení na Katedře starověké kultury Masarykovy univerzity. I přesto však nadále udržoval kontakty se svými žáky a kolegy.
Jaroslav Ludvíkovský zemřel 23. října 1984 v Brně.

## Dílo (výběr)
- Antika, Čechy a evropská tradice. Příprava vydání Jana Nechutová. Brno: Filozofická fakulta Masarykovy univerzity, 2002. 169 s.
- Kristiánova legenda. Příprava vydání Jaroslav Ludvíkovský; překlad Jaroslav Ludvíkovský. Praha: Vyšehrad, 1978. 178 s. ISBN 978-80-7429-291-0. (česky a latinsky)
- Karel IV. císař římský a král český ; Legenda o svatém Václavu. Překlad Jaroslav Ludvíkovský. Praha: Lyra Pragensis, komorní sdružení pro hudbu, poezii a výtvarné umění, Státní divadelní studio - Reduta, 1971. 33 s.
- Obrana Sokratova. Překlad Jaroslav Ludvíkovský. Praha: Lyra Pragensis, 1970. 92 s.
- Antika a česká vzdělanost v období husitství do Bílé hory : problémy a úkoly : referát z konference Antika a česká kultura od husitství do Bílé hory, Liblice 28.–30.11.1966. Praha: Kabinet řecké a římské literatury, 1966. 26 s.
- Život a učení filosofa Epikura. Překlad Jaroslav Ludvíkovský. Praha: Rovnost, 1952. 117 s.
- Filosofie doby hellenistické. Praha: Společnost přátel antické kultury, 1938. 161 s. (spoluautor).
- M. Tullius Cicero - výbor z jeho řečí. Díl I., Text. Příprava vydání Jaroslav Ludvíkovský. Praha: Jednota českých filologů, 1935. 78 s.
- Řecký román dobrodružný : studie o jeho podstatě a vzniku. Praha: Filosofická fakulta Univerzity Karlovy: Řivnáč, 1925. 159 s.
- Jednoho jest potřebí. Překlad Jaroslav Ludvíkovský. Praha: Jan Laichter, 1920. 211 s.